# 埃米莉·克拉克

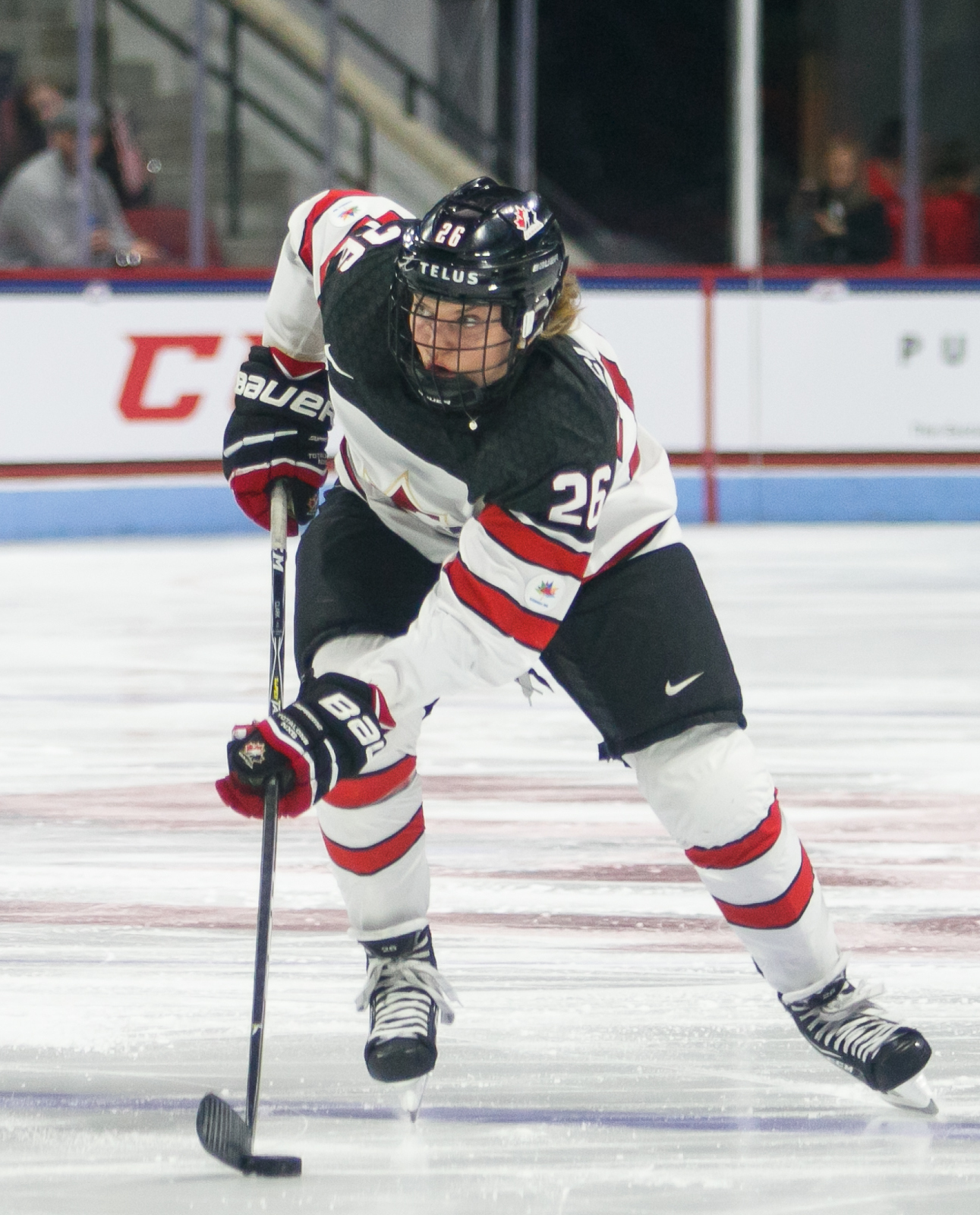
埃米莉·克拉克

埃米莉·克拉克（英語：Emily Clark，1995年11月28日—），加拿大女子冰球运动员。她曾代表加拿大国家队参加2018年和2022年冬季奥林匹克运动会冰球比赛，获得一枚金牌和一枚银牌。